# Praskačka

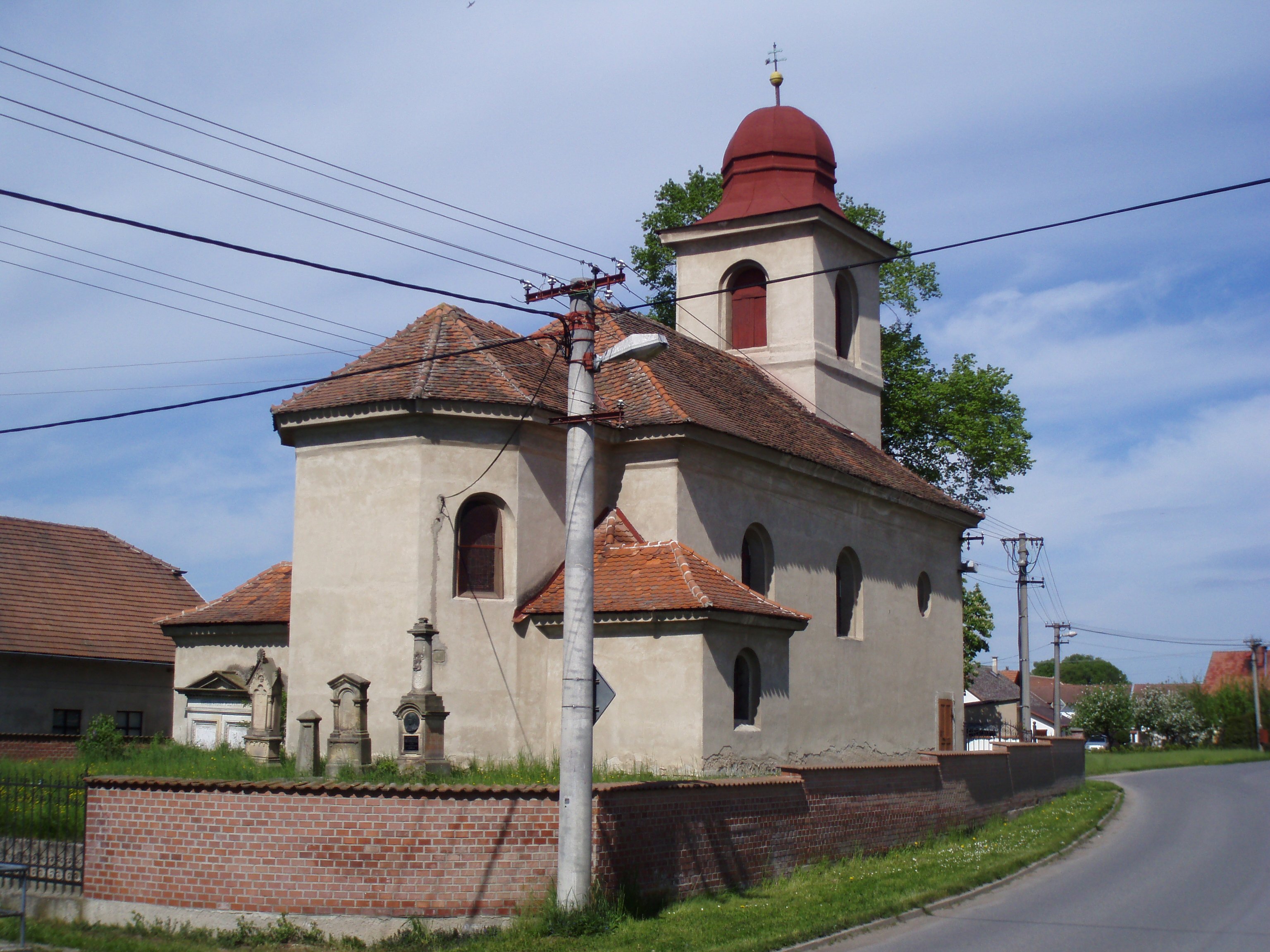
Kościół Św. Trójcy

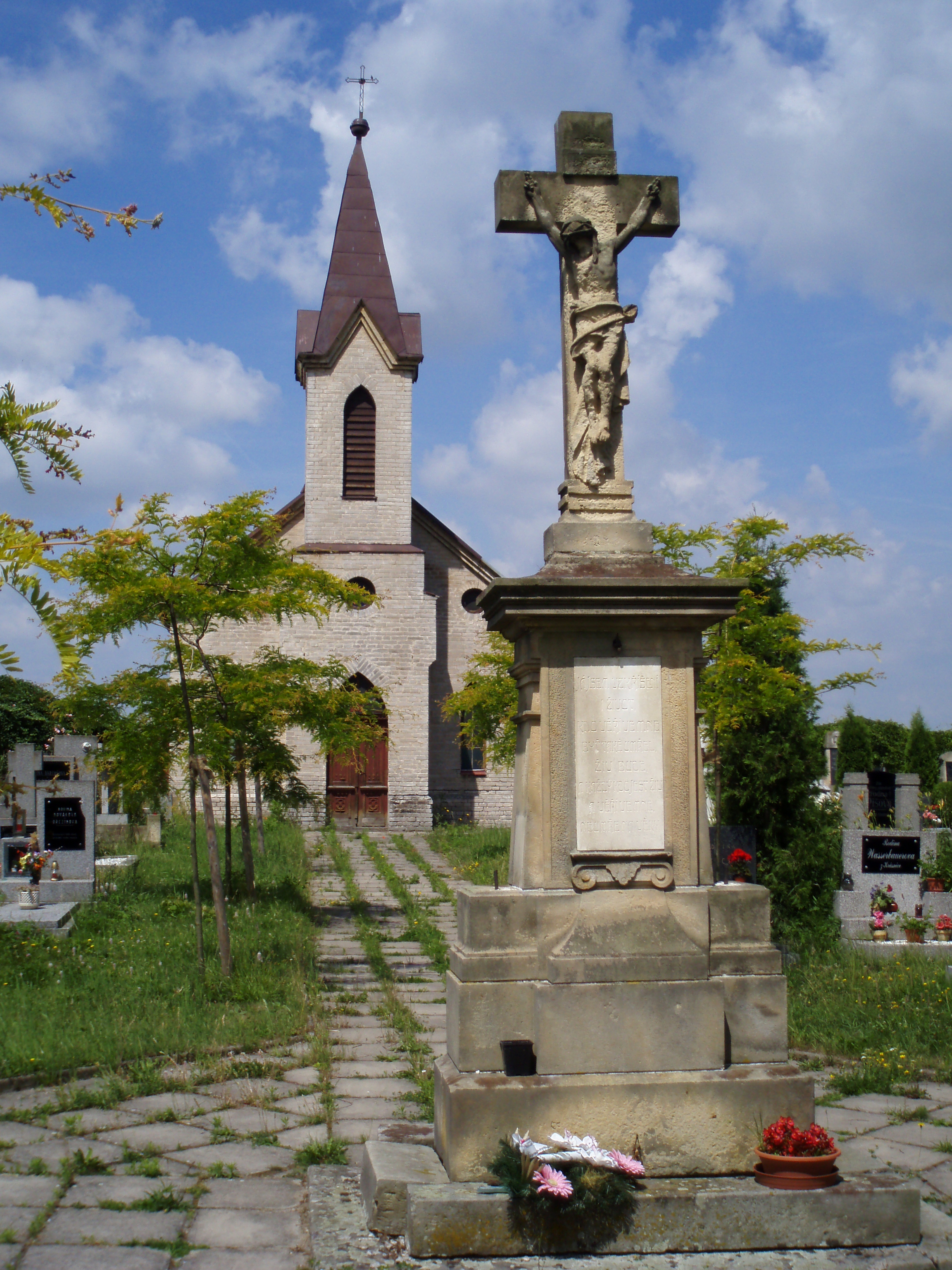
Kaplica cmentarna w Sedlicach

Praskačka – wieś w Czechach Wschodnich, która się znajduje w południowej części powiatu Hradec Králové, przy granicach Krajów hradeckiego i pardubickiego.

## Historia
Wieś założona w XV wieku (pierwszy dokument z 1465 r.), przy starej drodze z Pragi do Kłodzka jako majątek klasztoru w Opatovicach. Po jego spaleniu przypadła miastu Hradec Králové. Potem należała do majątku Jindřicha z Minsterberka, który wieś sprzedał w 1491 r. znów miastu Hradec Králové. W 1547 r. zabrana przez cesarza Ferdynanda I jako konfiskata, w 1793 r. zarządzona przez Ziemski Komitet Stawów i w 1849 r. skończyło poddaństwo państwu Libčany.
W miejscowej części Vlčkovice urodził się Bohumil Kubišta (21.08.1884 – 27.11.1918 Praga), czeski malarz, grafik i teoretyk sztuki.
We wsi jest stacja kolejowa Praskačka.
Zabytki
- barokowy Kościół Św. Trójcy z 1748 (przebudowany klasycystycznie w 1848 r.)
- Pomnik ofiar I wojny światowej
- Różne rzeźby religijne
- Statua żołnierza Armii Radzieckiej od rzeźbiarza K. Samojeda z 1948 r.
- Pomnik powstania Republiki czechosłowackiej w Sedlicach
- nowogotycka Cmentarna kapliczka w Sedlicach
- Tradycyjna zabytkowa architektura wiejska